# SMP Skatepark
Le SMP Skatepark est un skatepark se situant à New Jiangwan City, une ville satellite de Shanghai. Ouvert en octobre 2005, c'est le skatepark le plus grand du monde, il se distingue par sa surface d'environ 16 900 m2 et son innovation en matière de modules.
Le park a été financé par SMP International, un groupe international du textile, le design et le suivi du chantier ont été réalisés par CONVIC, une société spécialisée australienne. La construction a été effectuée par une société locale. On estime le coût des travaux à plus de 25 millions de dollars.
L’objectif est d’attirer les meilleurs skaters de la planète et de leur offrir un « park » dépassant les standards. Chaque année se déroule dans ce park le Shanghai Showdown, une grande compétition de sports de glisse à l'image des X Games.

## Les zones
Le skatepark se sépare en quatre zones plus ou moins délimitées :

### La zone de compétition
Elle s'étale sur une superficie de 2 000 m2. Les modules ont un revêtement métallique et sont de couleurs rouge et noir. Elle est éclairée et possède des gradins pouvant accueillir jusqu'à 5 000 spectateurs. C'est une zone destinée aux grands évènements internationaux de glisse.

### La «park zone»
Cette zone de street s'étend sur environ 1 750 m2. On y retrouve tous les modules classiques : curbs, ledges, quarters, funbox. La zone est entièrement réalisée en béton et en granit pour s'approcher au mieux des espaces urbains.

### La «vert ramp»
C'est une rampe gigantesque de 52 mètres de largeur qui offre des hauteurs variables allant de 3,9 m à 5,1 mètres. Des extensions ont été ajoutées, à 6 et 7 m de haut ainsi qu'un kicker à 3,9 mètres. À l'image de la zone de compétition, le revêtement de l’ensemble est métallique.

### La «bowl zone»
C'est la zone la plus innovante du skatepark : elle envahit à elle seule l'espace de 4 500 m2 et est composée de sept bowls, tous plus incroyables les uns que les autres :
- Le Link : c'est un grand bowl composé de quatre zones avec des profondeurs allant de 1,8 m à 2,7 m, et une extension à 3,6 mètres. Il comporte de nombreux transferts.

- Le Dogbone : c'est un bowl qui tire son nom de sa forme d'os. Il est donc constitué de deux sphères profondes de 1,8 m et 2,4 m. Au milieu du chemin droit qui rejoint ces deux sphères, on trouve comme un half-pipe. Le bowl de 1,8 m est lui-même au sein d’une courbe de 0,6 m de haut. Cette astuce permet d’avoir le fond des deux sphères à la même hauteur et crée un double lip.

- Le Double Cup : c'est un bowl profond de 2,4 m. Sa particularité réside dans le fait qu'il est orné de deux cradles, un de chaque côté. Un des cradles est agrémenté d'une barre de slide, l'autre d'un curb sur son côté. On peut aussi noter les coping en granit du bowl.

- Le Six-Pack : c'est un module composé de deux bowls différents profonds de 2,1 m à 2,4 m et dont le tout ressemble comme son nom l'indique à un pack de six bouteilles. Entre les deux, on a un « spine » en courbe et on peut aussi exploiter l'arrière d'un des « cradles » du Double Cup depuis un des bowls. Les copings sont en métal.

- La Peanut : c'est un bowl en forme de cacahuète destiné aux débutants, il a une profondeur de 0,9 m à 1,2 m seulement. Il possède aussi des copings métalliques.

- Le Mondo : c'est un bowl gigantesque, le plus grand et le plus profond du monde (de 3 m à 5,25 mètres). Il occupe à lui seul presque un tiers de la Bowl Zone, soit 1 400 m2. Il possède aussi en son centre un « full-pipe » partiellement ouvert sur le haut et se terminant par un « cradle ». Ce tube est accessible soit par une langue depuis la surface, soit par un tunnel depuis le bowl. On retrouve ici des copings en granit.